# Extinció
En biologia i ecologia l'extinció és el procés pel qual desapareixen d'un hàbitat determinat tots els individus d'una espècie o una població. Essencialment l'extinció d'una població ocorre quan el balanç entre morts/naixements, emigració/immigració és negatiu. Les extincions ocorren a conseqüència de canvis ambientals, tant d'origen natural com per causes humanes, els quals les poblacions són incapaces d'adaptar-se a les noves condicions.
Els factors que condueixen a un impacte negatiu en les poblacions naturals, que són deguts a l'acció directa de l'activitat humana són principalment tres que poden produir-se en qualsevol combinació:
- La degradació dels hàbitats, bé sigui per alteració directa per fer camps de cultiu o altres usos com per contaminació deguda a l'activitat industrial o bé per catàstrofes naturals d'abast local o global.[3]
- La sobreexplotació de les poblacions per caça o recol·lecció per sobre de la capacitat de regeneració natural de les poblacions.[4]
- La introducció d'espècies exòtiques que no són depredades en el lloc on són introduïdes, o bé perquè són tòxiques o molt agressives.[5]

Hi ha casos d'extinció causada d'una espècia causada per la mateixa espècie en deteriorar el seu ambient. Aquesta conducta és anomenada suïcidi ecològic, i fou observada en els bacteris Paenibacillus quan se'ls donava glucosa i altres nutrients. També hi ha altres espècies de bacteris amb aquest comportament, tots aquests casos en ambients controlats.
Els tàxons extints es poden marcar amb el símbol †. Hi ha altres símbols de significat semblant.

## Extincions massives
En els últims 600 milions d'anys la vida ha patit vint episodis d'extinció massiva. Cinc d'aquests van estar a prop de fer desaparèixer la vida a la Terra; no es té prou certesa de les causes.
Les causes de les grans extincions s'associen a modificacions severes i globals de l'ambient degudes a:
- Canvi climàtic: de càlids a gelats, d'humits a secs, de terrestres a aquàtics, etc.[12]
- Successos geològics catastròfics: erupcions volcàniques, formació o desaparició d'illes, grans inundacions,...[13]
- Erosió genètica: amb la pèrdua progressiva de la biodiversitat[14]
- Meteorits
- L'efecte combinat d'aquests factors.

- Primera extinció: Produïda fa uns 435 milions d'anys (paleozoic-era primària). Es creu que la causa fou una llarga glaciació que quasi acaba amb la vida marina, alguns peixos varen sobreviure i els invertebrats pagaren un fort tribut.
- Segona extinció: Extinció massiva del Devonià superior: fa uns 367 milions d'anys (Devonià). Desapareixen un gran nombre d'espècies de peixos i el 70% dels invertebrats marins.
- Tercera extinció: Extinció permiana: es donà fa uns 245 milions d'anys (entre l'era primària i la secundària). Fou la més letal de totes; van desaparèixer el 90% de les espècies marines i terrestres, el 98% dels crinoïdeus, 78% dels braquiòpodes, 76% de briozous, 71% de cefalòpodes, 21 famílies de rèptils i 6 d'amfibis, a més a més d'un gran nombre d'insectes. Els trilòbits s'extingiren.
- Quarta extinció: Fa uns 210 milions d'anys (Triàsic). Desapareixen el 75% dels invertebrats marins i s'extingeixen els rèptils amb caràcters mamiferians, donant pas als dinosaures.
- Cinquena extinció o extinció del Cretaci-Paleogen: La més famosa, fa uns 65 milions d'anys. Es produeix l'extinció de la majoria de dinosaures i ammonits. Després d'aquest esdeveniment els mamífers s'estenen pels espais terrestres i els peixos s'apoderen dels mars.

### Sisena extinció
A partir del pas del sistema de caçador-recol·lector del Paleolític cap al model d'agricultor-ramader del Neolític l'espècie humana és capaç d'alterar el seu ecosistema. Això li comportà un evident èxit demogràfic, donat que les poblacions humanes es dispersaren gradualment de l'Àfrica cap a tots els continents (a excepció de l'Antàrtida) i incrementaren de forma imparable la població planetària. Resulta evident que l'alteració dels ecosistemes ha de ser considerable. Tant, que es parla de la "Sisena Extinció" al conjunt d'espècies vivents que s'estan extingint actualment per l'acció sistemàtica de l'home sobre el planeta. S'estima que aquest fet està provocant l'extinció de 30.000 espècies a l'any.